# Granville Waldegrave (3e baron Radstock)
Granville Augustus William Waldegrave, 3e baron Radstock (10 avril 1833 - 8 décembre 1913) est un missionnaire britannique et pair d'Irlande.

## Biographie
Il devient baron Radstock à la mort de son père Granville George Waldegrave en 1857. Il épouse Susan Calcraft (1833-1892) le 16 juillet 1858 à Trinity Church, Marylebone. Elle est la plus jeune fille de John Hales Calcraft, député de Wareham, et de Lady Caroline Montagu, fille de William Montagu (5e duc de Manchester). En 1889, ils acquièrent le domaine Mayfield à Weston, Southampton.
Le 25 avril 1860, il est promu lieutenant-colonel dans le West Middlesex Volunteer Rifle Corps. Il démissionne de sa commission à la fin d'octobre 1866.
À la suite d'une crise spirituelle pendant la guerre de Crimée, Redstock avec sa femme rejoint l'église « libre » des frères Plymouth à Bristol. C'est une communauté des soi-disant Frères Ouverts, dirigée par le théologien et missionnaire George Müller.
Radstock est peut-être mieux connu pour son travail de missionnaire pendant le Grand Réveil russe. En 1874, il voyage à Saint-Pétersbourg dans le cadre de son travail missionnaire, voyages qu'il poursuit en 1875-76 et 1878.
Il décède à Paris le 8 décembre 1913.

## Sources
- David G. Fountain, Lord Radstock and the Russian Awakening, Southampton, Mayflower Christian Books, 1988 (ISBN 978-0-907821-04-5)